# Raz-de-marée de la Sainte-Élisabeth en 1404
Pour les articles homonymes, voir Raz-de-marée de la Sainte-Élisabeth.
Le raz-de-marée de la Sainte-Elisabeth de 1404 est une inondation qui a eu lieu le 19 novembre 1404, le jour de la fête de Sainte-Élisabeth, on l'appelle la première inondation de la Sainte-Élisabeth. Les inondations ont été principalement ressenties en Flandre et en Zélande. Les pertes de terres en Flandre zélandaise et occidentale ont été d'environ 3 000 ha.
Après la catastrophe Jean sans peur, duc de Bourgogne et comte de Flandre, a ordonné de réunir toutes les digues existantes donnant sur la mer en les élargissant pour former la Digue du Comte Jean, ce qui explique pourquoi la côte belge est si rectiligne.

## Référence
- (nl) Cet article est partiellement ou en totalité issu de l’article de Wikipédia en néerlandais intitulé « Sint-Elisabethsvloed (1404) » (voir la liste des auteurs).